# アンタナナリボ
アンタナナリボ（Antanànarìvo マダガスカル語発音: [antananaˈrivʷ] アンタナナリヴ）は、マダガスカルの首都。マダガスカル島のほぼ中央に位置する。タナナリヴ（Tananarive）やタナ（Tana）とも呼ばれる。

## 概要
地名は直訳すると「An（地名の接頭辞）+tanana（町）+arivo（千）」で「千の町」となる。千は「数が多い」という意味である。
マダガスカル最大の都市で首都機能を持ち、マダガスカル経済の中心地でもある。2013年現在の人口は、約210万人。周辺部も含めると400万人が生活している。
アンタナナリボは歴史的にメリナ人の首都であり、この都市の1,275,207人(2018 Census) で住民の大部分を占めている。
街の中心となるのは独立大通りで、官公庁などの政府関係の建物が立つ。独立大通りの南には「アヌシ湖（Lac Anosy）」があり、周囲に緑地が広がる。
独立大通りの先、中心から南東方面に4kmほどの丘の上には、メリナ王国時代に立てられた女王宮 がある。フィレンツェ様式の建物であったが、1995年11月の火事で建物内部は全焼してしまった。

## 歴史
もともとはアナラマンガ（マダガスカル語で青い森の意味）と呼ばれたメリナ族の村で、1625年に町として開かれた。17世紀末から18世紀初頭にかけて、イメリナ王国のアンドリアンジャカ王により都市が造営された。メリナ王国がマダガスカルを統一した後、1794年にアンブヒマンガからこの地に遷都された。
1896年にマダガスカルがフランスの植民地に入った後も、植民地政府の首都機能が置かれて栄えた。1929年5月には、反植民地のデモが行われた。
2009年1月から3月にかけて発生したマダガスカル・クーデター（政治危機）の際には、アンタナナリボ市長アンドリー・ラジョエリナ率いる野党と大統領（当時）マーク・ラヴァルマナナの警備隊が衝突し、100人以上の死者が出た。

## 地理
マダガスカルの中央に広がる中央高地に位置し、標高は1,200mを超える。アンタナナリボ州の州都である。

## 気候
ケッペンの気候区分で温帯夏雨気候（Cwb）に区分される。低緯度だが標高1276mの高原のため熱帯に入らない。夏にあたる11月～4月までで年間降水量のほとんどが降る。
| アンタナナリボの気候                         | アンタナナリボの気候 | アンタナナリボの気候 | アンタナナリボの気候 | アンタナナリボの気候 | アンタナナリボの気候 | アンタナナリボの気候 | アンタナナリボの気候 | アンタナナリボの気候 | アンタナナリボの気候 | アンタナナリボの気候 | アンタナナリボの気候 | アンタナナリボの気候 | アンタナナリボの気候 |
| 月                                           | 1月                  | 2月                  | 3月                  | 4月                  | 5月                  | 6月                  | 7月                  | 8月                  | 9月                  | 10月                 | 11月                 | 12月                 | 年                   |
| -------------------------------------------- | -------------------- | -------------------- | -------------------- | -------------------- | -------------------- | -------------------- | -------------------- | -------------------- | -------------------- | -------------------- | -------------------- | -------------------- | -------------------- |
| 最高気温記録 °C （°F）                       | 33 (91)              | 32 (90)              | 31 (88)              | 31 (88)              | 29 (84)              | 27 (81)              | 27 (81)              | 29 (84)              | 33 (91)              | 35 (95)              | 34 (93)              | 33 (91)              | 35 (95)              |
| 平均最高気温 °C （°F）                       | 26.4 (79.5)          | 26.5 (79.7)          | 25.9 (78.6)          | 25.2 (77.4)          | 23.2 (73.8)          | 21.1 (70)            | 20.4 (68.7)          | 21.0 (69.8)          | 23.6 (74.5)          | 25.8 (78.4)          | 26.6 (79.9)          | 26.4 (79.5)          | 24.3 (75.7)          |
| 日平均気温 °C （°F）                         | 20.5 (68.9)          | 20.7 (69.3)          | 20.1 (68.2)          | 19.2 (66.6)          | 16.8 (62.2)          | 14.6 (58.3)          | 14.1 (57.4)          | 14.5 (58.1)          | 16.3 (61.3)          | 18.5 (65.3)          | 19.7 (67.5)          | 20.2 (68.4)          | 17.9 (64.2)          |
| 平均最低気温 °C （°F）                       | 16.6 (61.9)          | 16.8 (62.2)          | 16.3 (61.3)          | 15.0 (59)            | 12.3 (54.1)          | 10.0 (50)            | 9.5 (49.1)           | 9.6 (49.3)           | 10.6 (51.1)          | 12.9 (55.2)          | 14.8 (58.6)          | 16.2 (61.2)          | 13.3 (55.9)          |
| 最低気温記録 °C （°F）                       | 12 (54)              | 11 (52)              | 11 (52)              | 7 (45)               | 4 (39)               | 1 (34)               | 3 (37)               | 2 (36)               | 3 (37)               | 6 (43)               | 6 (43)               | 11 (52)              | 1 (34)               |
| 降水量 mm （inch）                           | 274.0 (10.787)       | 278.9 (10.98)        | 203.5 (8.012)        | 64.5 (2.539)         | 22.5 (0.886)         | 7.7 (0.303)          | 10.8 (0.425)         | 10.4 (0.409)         | 10.6 (0.417)         | 75.8 (2.984)         | 187.7 (7.39)         | 309.9 (12.201)       | 1,456.3 (57.333)     |
| 平均降雨日数 （≥1.0 mm）                     | 15                   | 15                   | 12                   | 5                    | 2                    | 2                    | 2                    | 1                    | 1                    | 6                    | 12                   | 17                   | 90                   |
| % 湿度                                       | 80.5                 | 81.5                 | 80.5                 | 79.5                 | 78.5                 | 77.5                 | 77                   | 74.5                 | 70.5                 | 67                   | 70                   | 76.5                 | 76.13                |
| 平均月間日照時間                             | 210.5                | 178.0                | 199.1                | 220.5                | 228.8                | 206.1                | 213.9                | 235.0                | 249.5                | 251.0                | 232.7                | 201.1                | 2,626.2              |
| 出典1：NOAA                                  |                      |                      |                      |                      |                      |                      |                      |                      |                      |                      |                      |                      |                      |
| 出典2：BBC Weather for records, and humidity |                      |                      |                      |                      |                      |                      |                      |                      |                      |                      |                      |                      |                      |

## 経済
マダガスカルの経済の中心地で、主な産業は、石鹸、食品、タバコ、醸造、織物、皮革などである。

## 交通
鉄道や道路によって東海岸中部にあるトゥアマシナ港と結ばれている。

### 空港
- アンタナナリボ・イヴァト空港

## 教育
- アンタナナリボ大学（英語版）

## スポーツ
ラグビーが国民的スポーツとして人気が高い。
また、いくつかのサッカークラブがある。
- AS Adema
- Ajesaia
- USCA Foot
- AS Saint Michel

## ギャラリー

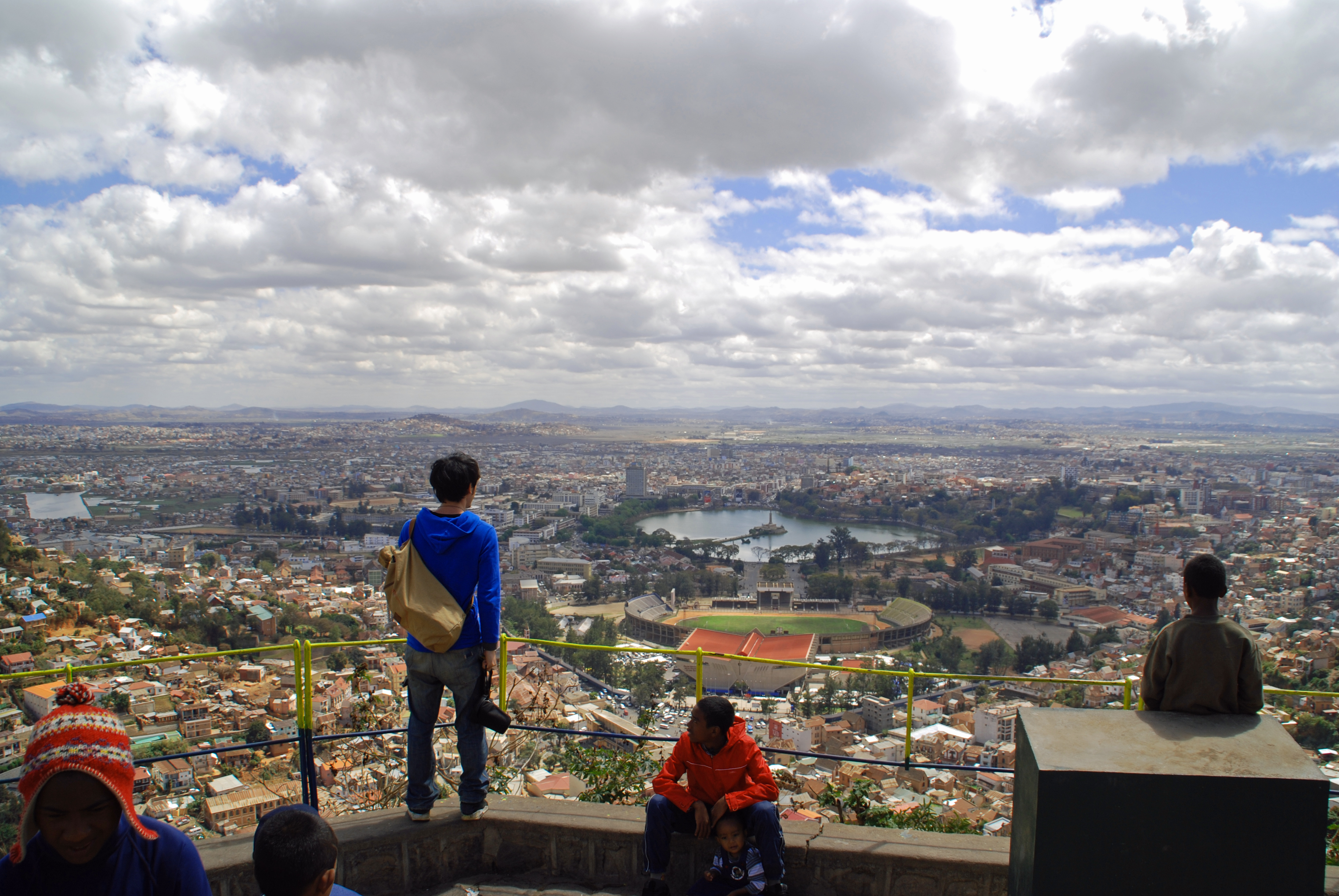
女王宮から見た市街（2011年）
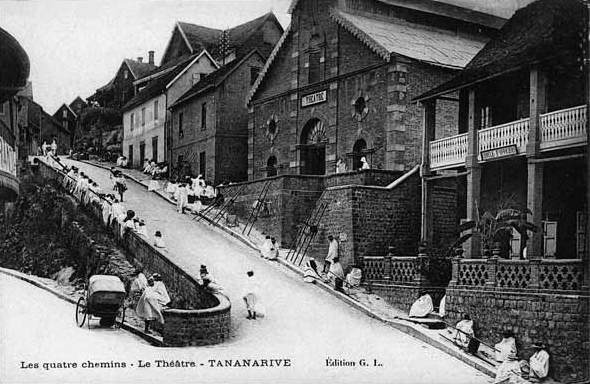
アンタナナリボの劇場（1905年）
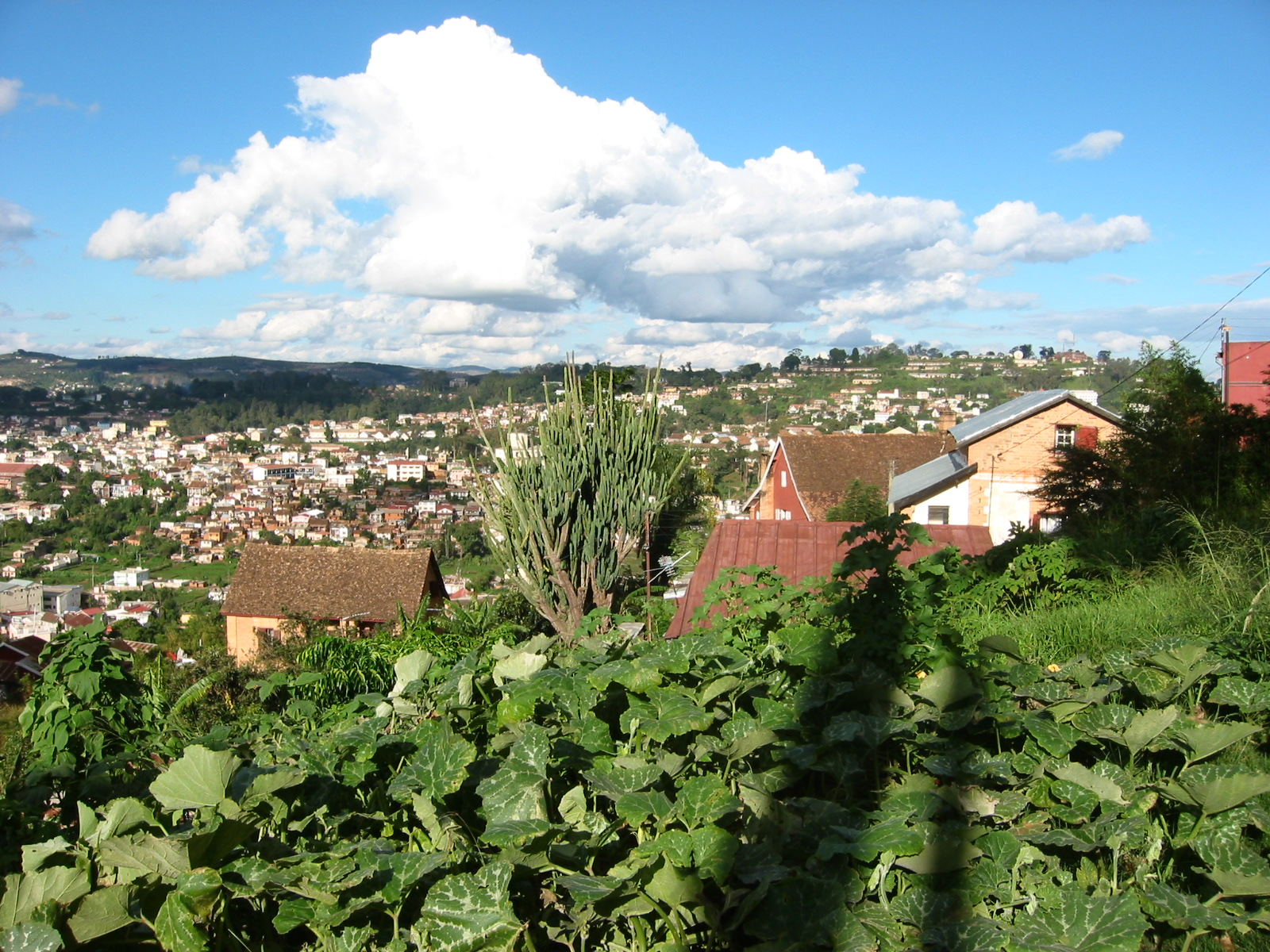
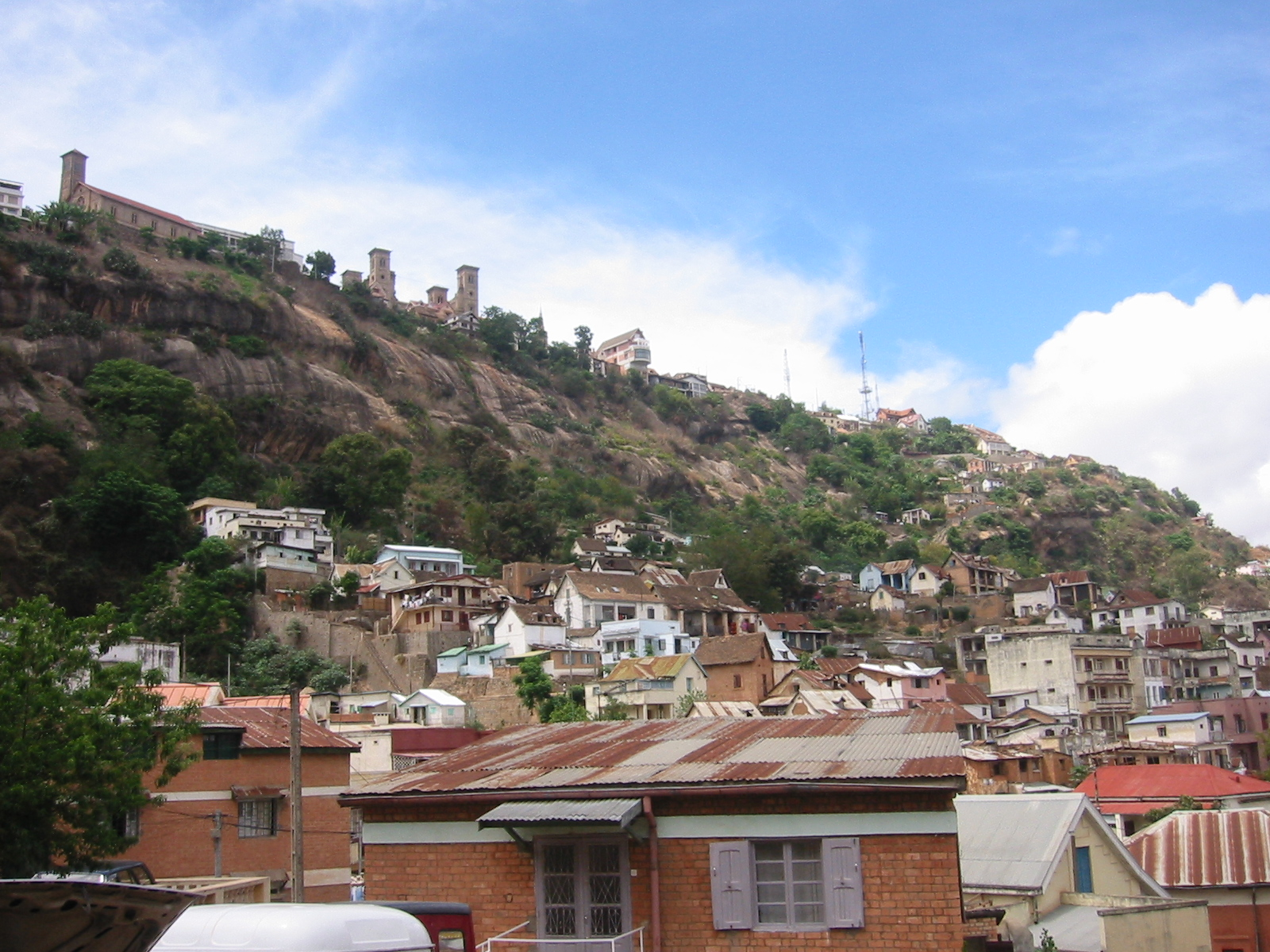
丘の上にある建物が女王宮
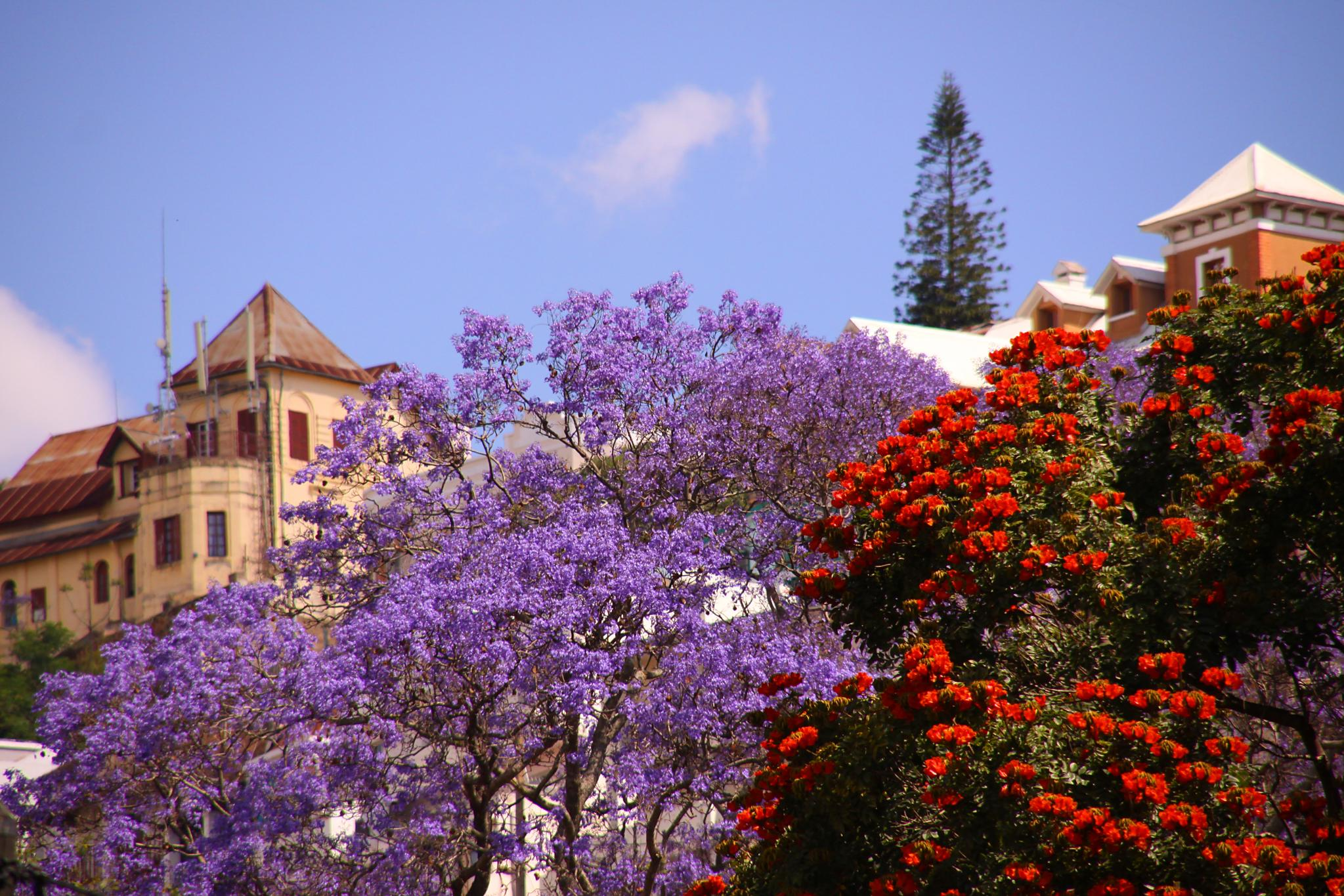
10月に咲くジャカランダ
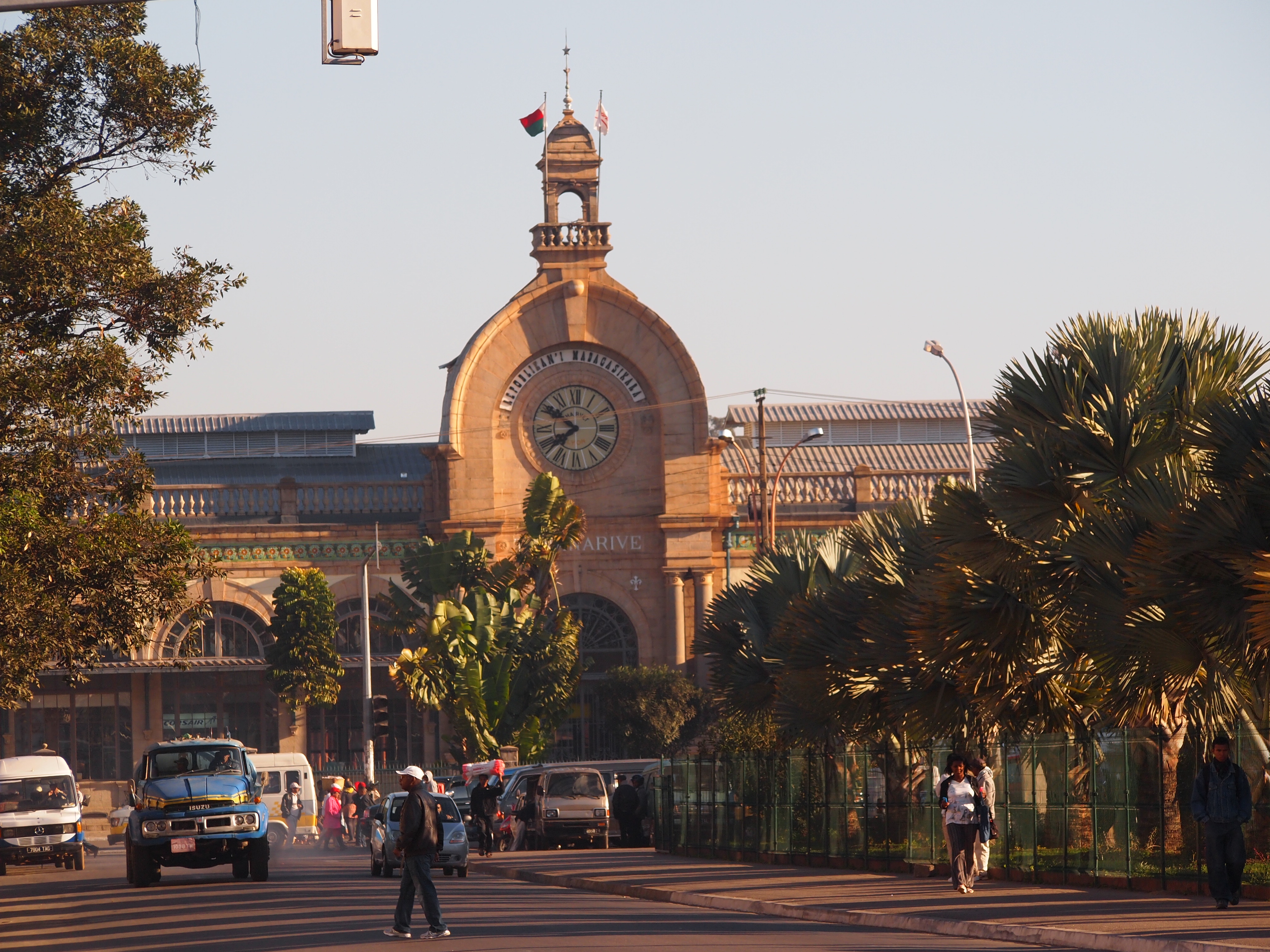
鉄道駅
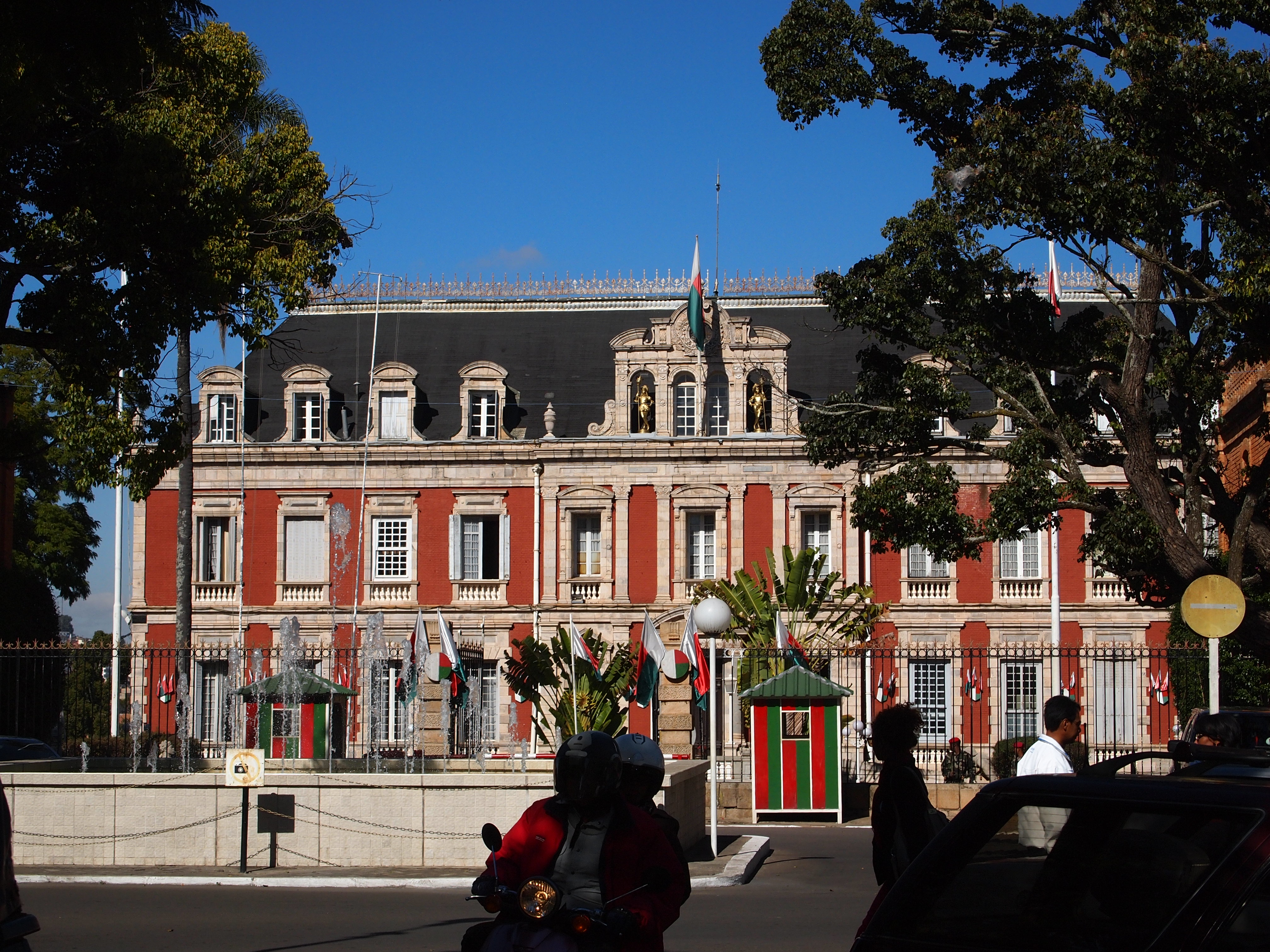
大統領官邸の宮殿

## 姉妹都市
- エレバン、アルメニア
- ニース、フランス
- フォントネー＝オー＝ローズ、フランス